# Canzoniere

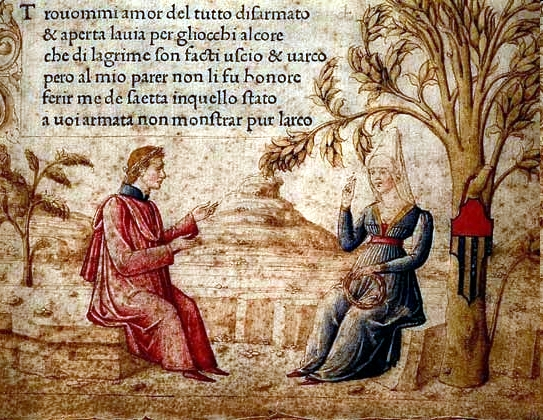
Laura och Petrarca, bildsatt manuskriptsida från sent 1300-tal eller tidigt 1400-tal

Canzoniere är en samling dikter av den italienske författaren Francesco Petrarca, skrivna mellan 1327 och 1368. Samlingen var länge mer känd som Rerum vulgarium fragmenta. Det genomgående temat är författarens kärlek till kvinnan Laura och lustkänslans förhållande till kristendomen. Vem Laura var är inte helt fastställt, men ett vanligt förslag är Laura de Noves (1310-1348). Av de 366 dikterna är 317 sonetter. Av de övriga är 29 canzoner, nio sestiner, sju ballader och fyra madrigaler.
Till skillnad från det mesta som Petrarca skrev är Canzoniere inte på latin utan på italienskt folkspråk. Manuskripten är daterade vilket har gjort det möjligt att se hur samlingen växte fram. Dikterna i Canzoniere och Petrarcas sonettform har haft betydande påverkan på litteraturen i hela Europa, med framträdande exempel bland annat hos William Shakespeare och Skogekär Bergbo.

## Svenska urvalsvolymer
- Sonetti di Petrarca (Radiotjänst, 1955). Parallelltext på italienska och svenska. Svensk tolkning Göran O. Eriksson.
- Kärleksdikter (Natur & Kultur, 1989, 2002). Tolkning [och urval] av Ingvar Björkeson. Inledning av Bengt Holmqvist. Parallelltext på italienska och svenska.